# 마이크로도즈
마이크로도즈(Microdosing, Micro-dosing)는 최신 임상시험의 방법이다. 제0상 임상시험(Phase 0 study)이라고도 한다.
2016년 4월 21일 대한민국 식품의약품안전처는 '의약품 임상시험 계획 승인에 관한 규정' 일부개정고시(안)을 행정예고했다. 개정된 규정에서는 "제0상 임상시험"이란 새로운 단어를 정의했다.
'제0상 임상시험(탐색적 임상시험)'은 제1상 임상시험의 초기에 수행되는 임상시험으로 매우 제한된 용량의 의약품을 인체에 투여해 치료나 진단의 목적을 갖지 않는 임상시험을 말한다.
마이크로도즈는 안전한 극소량의 신약개발 후보물질을 사람에게 투여해 몸속에서 동태를 관찰할 수 있어 임상시험 성공률을 높여주는 첨단 임상시험이다. 식약청에 따르면 신약개발은 평균 1조원의 비용과 10년 정도 기간이 소요되지만 성공률은 단지 8%에 불과한 실정으로 마이크로도즈를 활용하면 성공률이 30%까지 높아질 수 있다.

## 같이 보기
- 약리학